# Afono
Afono – wieś w Samoa Amerykańskim (Dystrykt Wschodni); na wyspie Tutuila; 524 mieszkańców (2010).